# Joop Rijnders
Johannes Mattheus (Joop) Rijnders (Amsterdam, 1 december 1899 – aldaar, 20 augustus 1937) was een Nederlands voetballer.

## Biografie
Joop Rijnders was de zoon van Albertus Johannes Marinus Rijnders en Fronica de Vries. Hij trouwde op 2 september 1926 met Silvia Margaretha Merle.
Hij speelde van 1923 tot 1925 bij AFC Ajax als middenvelder. Van zijn debuut in het kampioenschap op 20 januari 1924 tegen Feyenoord tot zijn laatste wedstrijd op 18 december 1925 tegen EDO speelde Rijnders in totaal 11 wedstrijden in het eerste elftal van Ajax.
Overleden op 20 augustus 1937 op 37-jarige leeftijd.

## Statistieken
| Club  | Seizoen | Competitie | Competitie | Beker | Beker | Totaal | Totaal |
| Club  | Seizoen | Wed.       | Dlp.       | Wed.  | Dlp.  | Wed.   | Dlp.   |
| ----- | ------- | ---------- | ---------- | ----- | ----- | ------ | ------ |
| Ajax  | 1923/24 | 7          | 0          | -     | -     | 7      | 0      |
| Ajax  | 1924/25 | 4          | 0          | 3     | 0     | 7      | 0      |
| Total | Total   | 11         | 0          | 3     | 0     | 14     | 0      |